# Witton (North Norfolk)
Witton est un village et une paroisse civile du Norfolk, en Angleterre.